# Entrada dels ouvrage de la línia Maginot
Les entrades dels ouvrages de la línia Maginot són els blocs dels ouvrages de la línia Maginot a través dels quals el personal de defensa i manteniment poden entrar o sortir, així com els equips i els subministraments. S'adapten a les necessitats potencials de l'ouvrage, mentre que en principi eren infranquejables per les forces enemigues.

## Organització d'unouvragede la línia Maginot
Tot i que no hi ha un esquema d'organització estàndard, tots els ouvrages de la línia Maginot consten de tres grups d'elements:
- l'entrada (o entrades): entrada d'homes i entrada de municions;
- la part subterrània (caserna, fàbrica, magatzems de municions, etc.);
- i els blocs de combat (casamates i torretes).

Aquesta concepció de l'organització de fortificacions en forma d'un «fort articulat» (també anomenat «fort palmat») havia estat validada per la Comissió d'Estudi de Fronteres (CEF) i després mantenida per la Comissió d'organització de les regions fortificades (CORF).
Es va tenir en compte bàsicament l'experiència adquirida durant la batalla de Verdun del 1916, cosa que havia demostrat que els forts havien tingut un paper important en la defensa de la plaça de Verdun, tot i que van ser privades de la seva artilleria per part del mariscal Joseph Joffre el 1914.
El fort modern ja no s'hauria de concebre com una fortificació monolítica que allotjava tots els cossos ofensius i defensius, sinó al contrari, una estructura desglossada en blocs dispersos per evitar, en particular, que l'artilleria enemiga pogués concentrar els seus trets en una petita zona. A més, l'entrada a la fortificació no calia situar-la a la pròpia fortificació, sinó situar-la el més lluny possible per tal de protegir la cadena logística del fort.
Aquesta concepció de l'entrada va comportar la creació de tres tipus d'entrada, cadascuna d'elles adaptant-se no tan sols a la mida de l'ouvrage i al relleu, sinó també al pressupost disponible:
- entrada d'homes (EH);
- entrada de municions (EM);
- entrada mixta.

A més, i per tenir en compte la morfologia del terreny, cada tipus d'entrada estava disponible de tres formes: 
- entrada al mateix nivell,
- entrada en pla inclinat i
- entrada en pous.

Els dos blocs d'entrada havien d'estar en diferents alçades i separats per no estar al mateix rectangle de dispersió del foc d'artilleria. Finalment, a causa de la seva instal·lació desenfilada darrere de la línia de resistència, no van intervenir en la defensa d'altres ouvrages.
En general, els ouvrages d'artilleria situats al nord-est estaven equipats amb una entrada d'homes i una entrada de municions, mentre que les del sud-est tenien només una entrada mixta a causa del poc espai disponible a la muntanya (d'aquí la seva designació d'«entrada dels Alps»).

## Entrada dels gransouvrages

### Entrades d'homes
L'entrada d'homes (EH) està reservada només al pas del personal responsable de la defensa i manteniment dels ouvrage d'artilleria, o de les tropes d'interval dels ouvrages d'infanteria.
El pla estàndard per a l'entrada d'homes va ser elaborat el 1930, com el d'entrada de municions, en «una observació relativa a l'organització defensiva de les galeries subterrànies dels ouvrages».
L'entrada d'home se situa generalment el més alt possible per protegir-la dels efectes dels gasos que es podrien acumular en un punt baix; per tant, es troba molt sovint connectada a les galeries subterrànies per un pou o un pla inclinat. A més de la seva funció d'entrada, l'entrada d'homes també rep els conductes d'evacuació dels gasos d'escapament i de l'aire viciat, obrint-se xemeneies integrades a la paret de la façana. L'entrada d'aire també es troba al passadís d'accés i, per tant, es posa sota la protecció de les troneres interiors. El bloc d'entrada és força reduït i té un sol nivell.

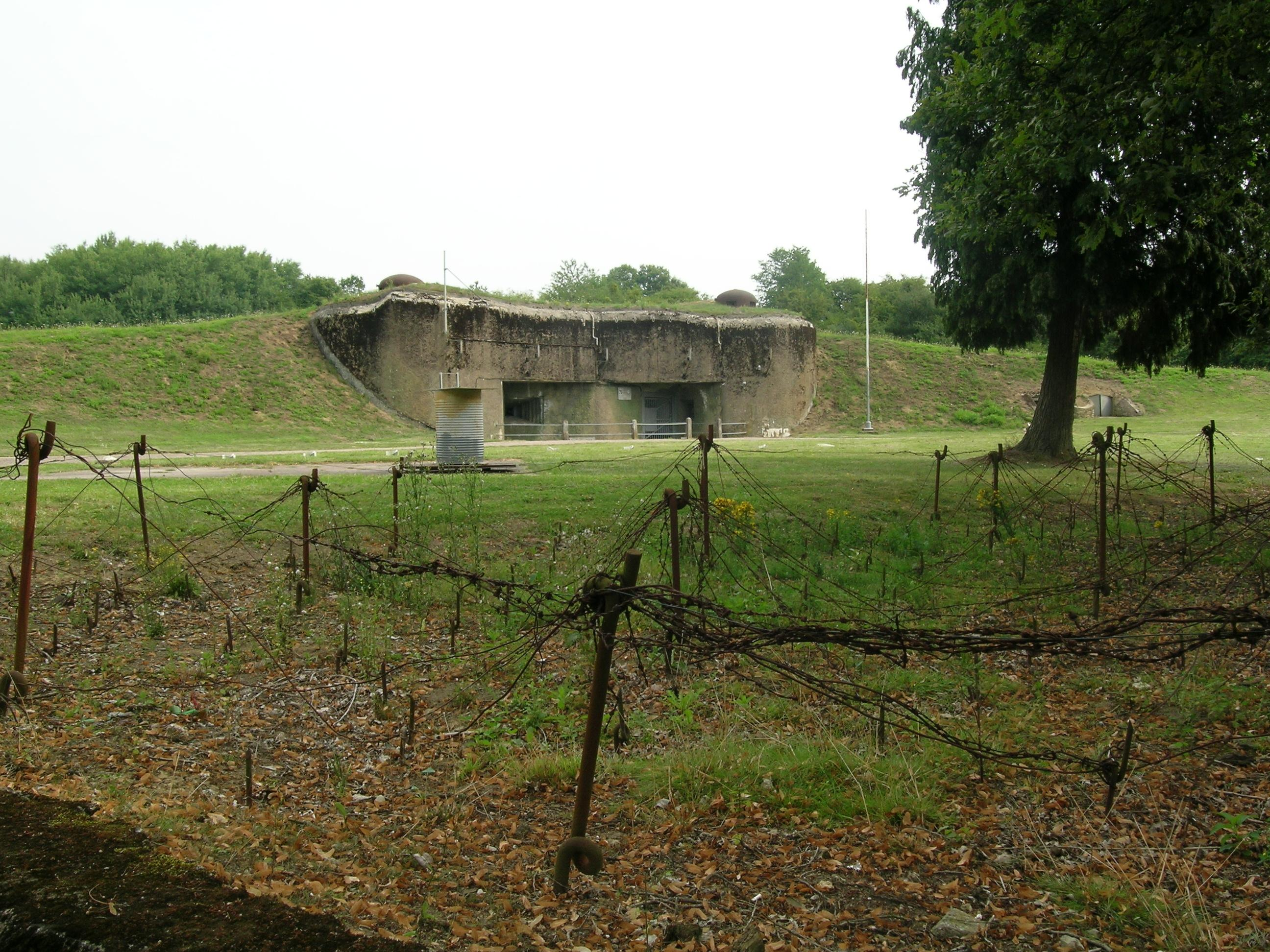
Bloc d'entrada de l'ouvrage de l'Immerhof
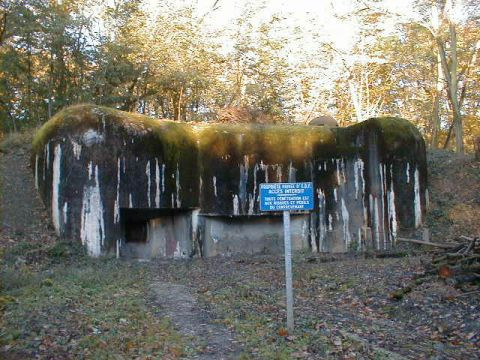
Entrada d'homes de l'ouvrage del Kobenbusch
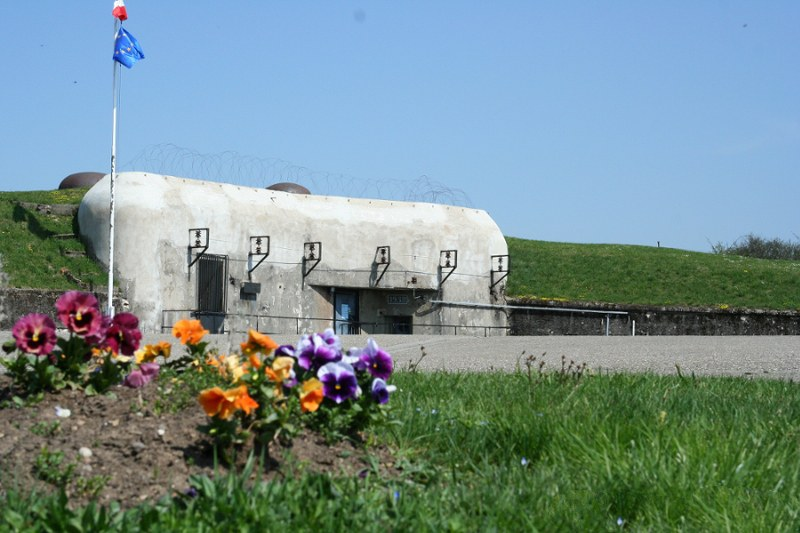
Entrada d'homes de l'ouvrage de Rohrbach
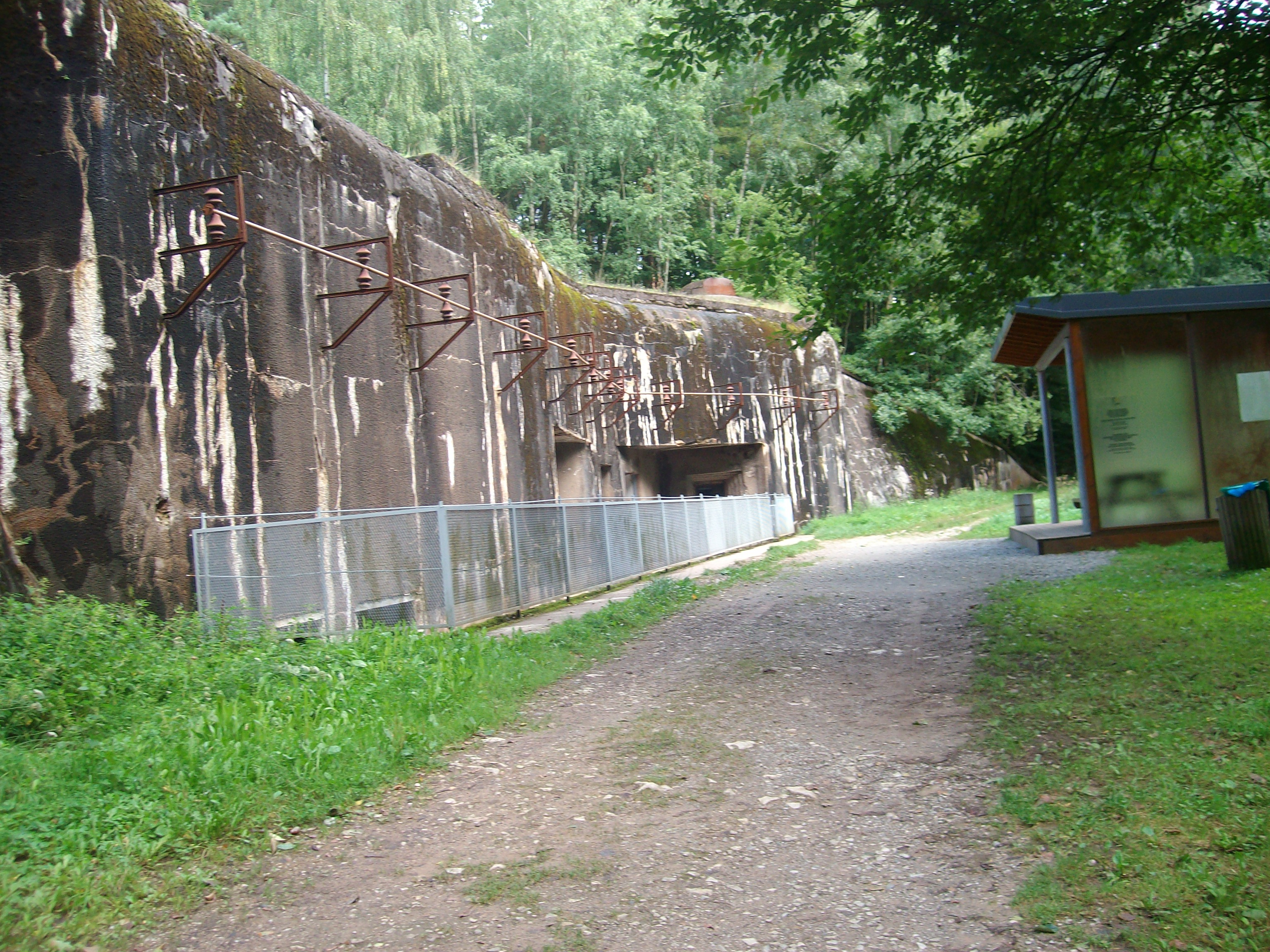
Entrada d'homes de l'ouvrage de Simserhof

La porta principal, situada darrere del fossat diamant, està protegida per una reixa metàl·lica i una passarel·la que creua el fossat. S'accedeix a un passadís, protegit per una o dues troneres amb fusells metralladors, que condueix a una porta blindada i hermètica que es troba per sobre del nivell del terra del fossat. Aquesta porta penjant es tanca per l'altra banda per una porta hermètica, però sense armes.

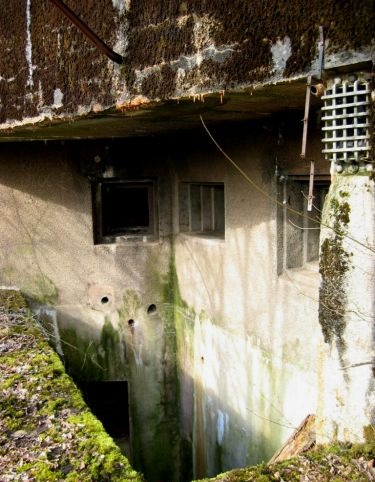
Fossat diamant al peu de la façana del bloc 2 del gran ouvrage de Kobenbusch
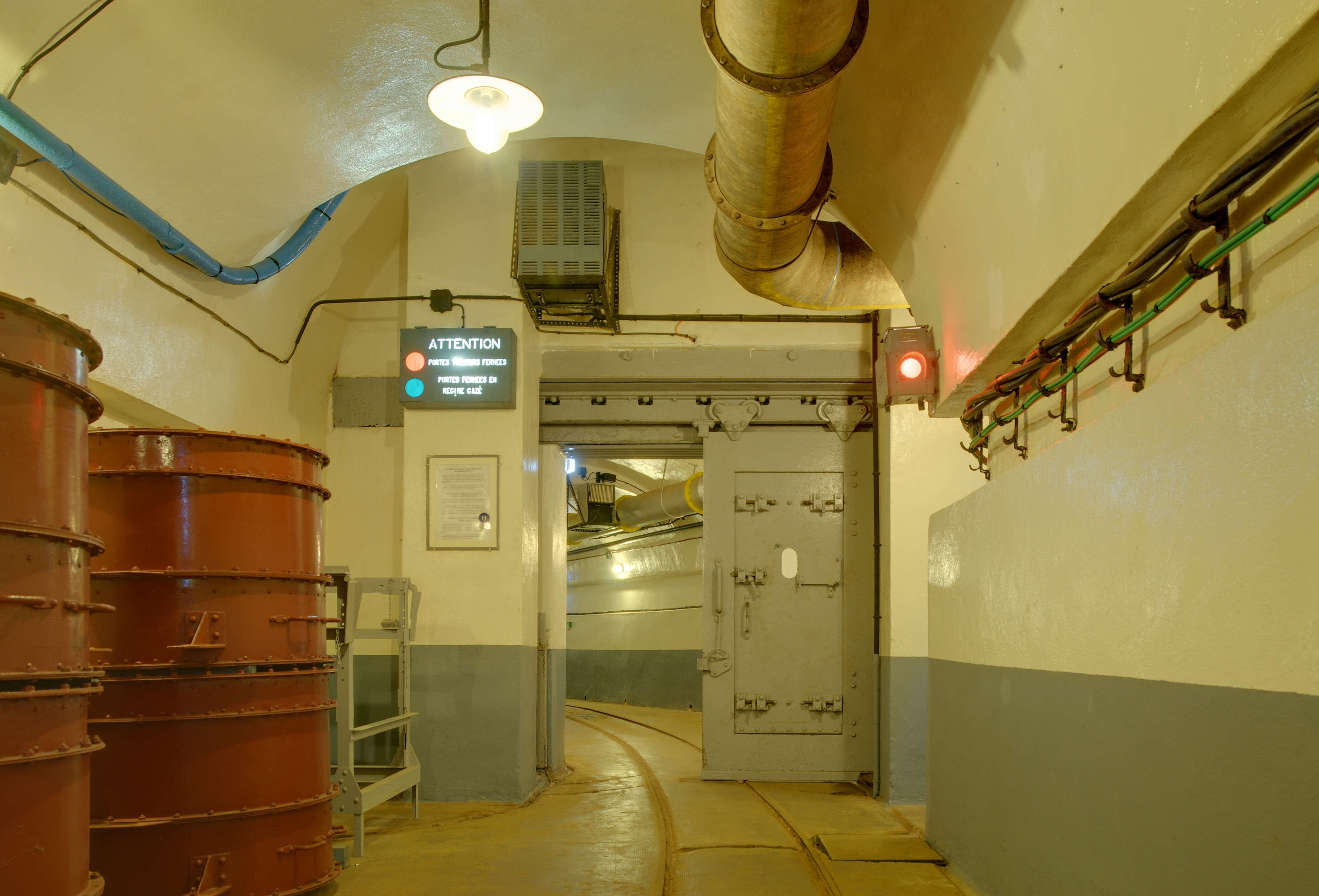
Porta blindada hermètica de l'entrada d'homes de l'ouvrage del Schœnenbourg

### Entrades de municions
L'entrada de municions (EM) és un gran bloc de dos nivells destinat al subministrament d'un ouvrage d'artilleria amb municions, aliments i diversos materials. Les entrades de municions tenen dissenys diferents, però tenen algunes coses en comú.
L'accés al bloc és des de l'exterior per una gran porta tancada per una reixa i, en alguns casos, una barrera antitanc perquè no hi ha cap fossat de diamant al davant; aquesta porta és prou gran com per permetre l'entrada de camions en els casos on no es pot realitzar el subministrament amb vehicles a través de les galeries de 60 d'ample d'alguns ouvrages.

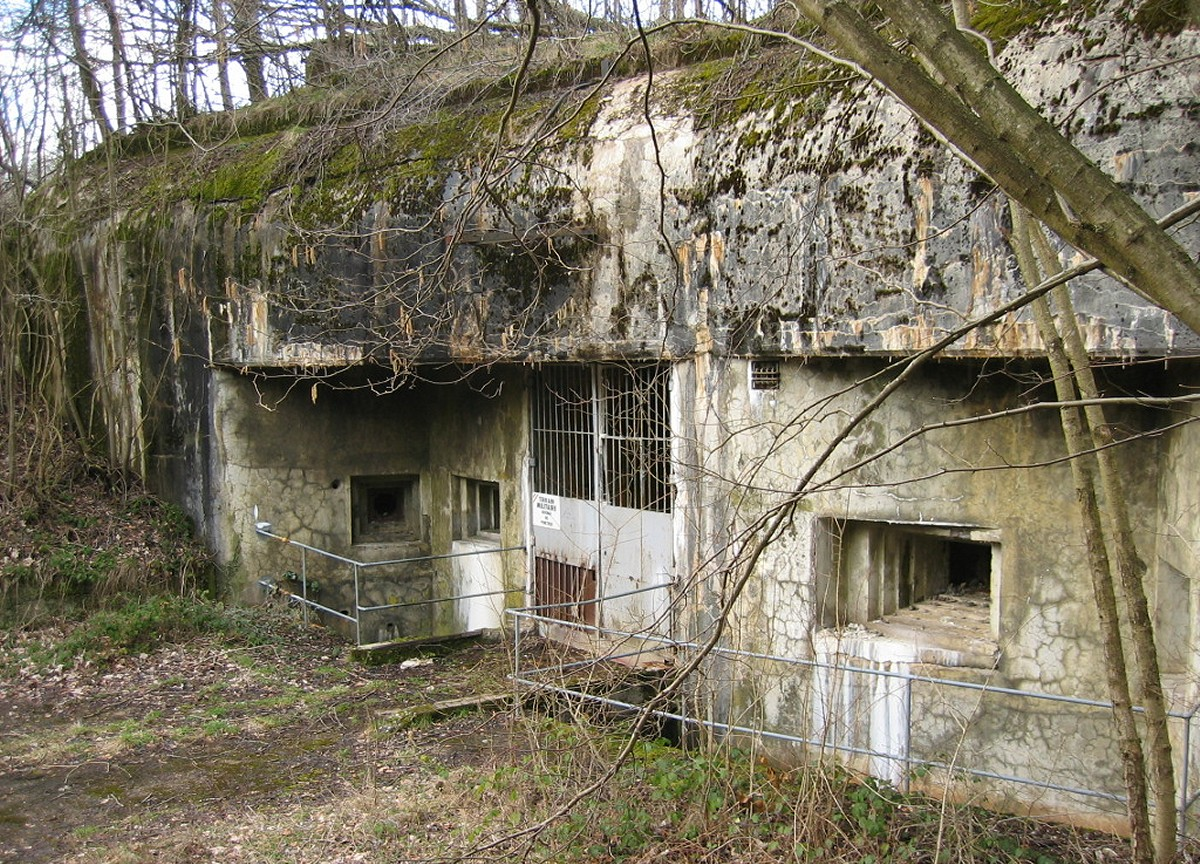
Entrada de municions de l'ouvrage de Molvange
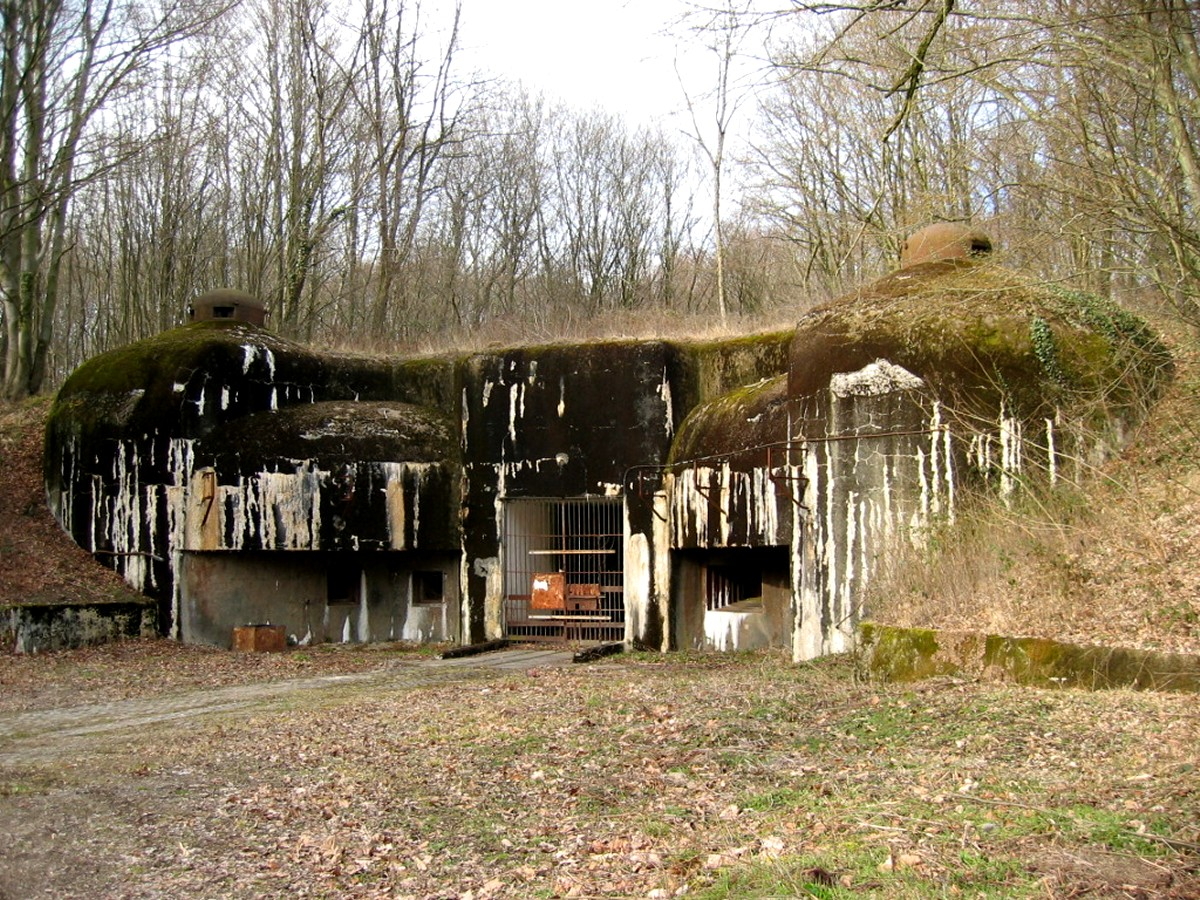
Entrada de municions de l'ouvrage del Kobenbusch.
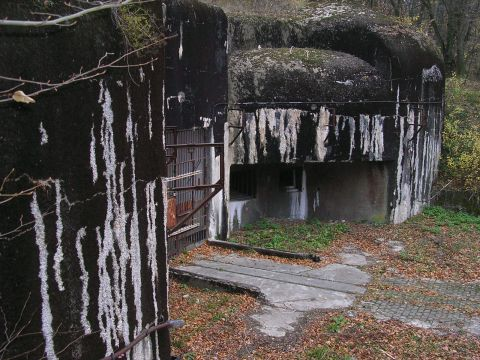
Via de ferrocarril entrant a l'ouvrage del Kobenbusch
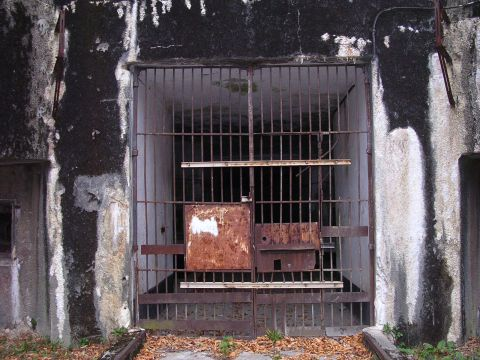
La reixa de l'entrada de municions de l'ouvrage del Kobenbusch

La porta d'entrada està protegida a cada costat per dues cambres de tir JM (metralladores bessones), FM (fusell metrallador) i antitancs (canó antitancs) que es comuniquen entre elles des de baix, on també es troba l'allotjament del personal. Sobre del mateix bloc hi ha una o dues campanes GFM, i de vegades una campana LG.

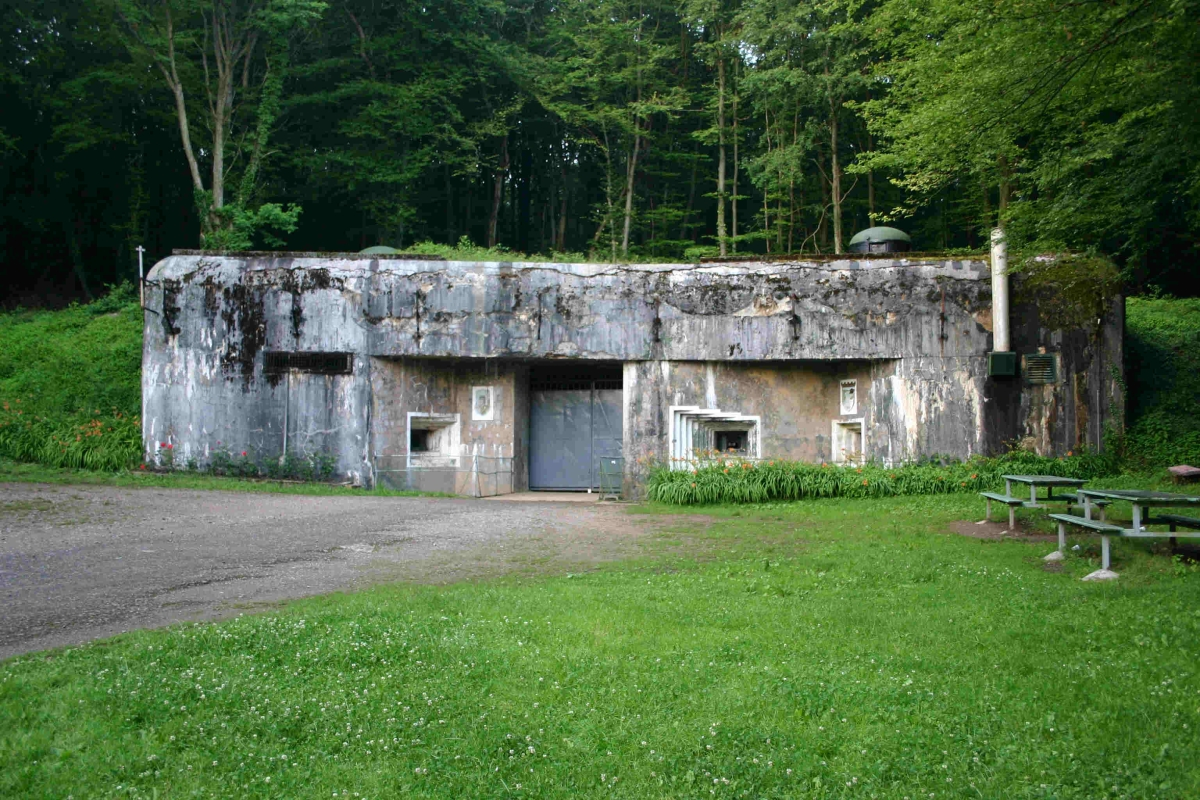
Entrada de l'ouvrage del Michelsberg
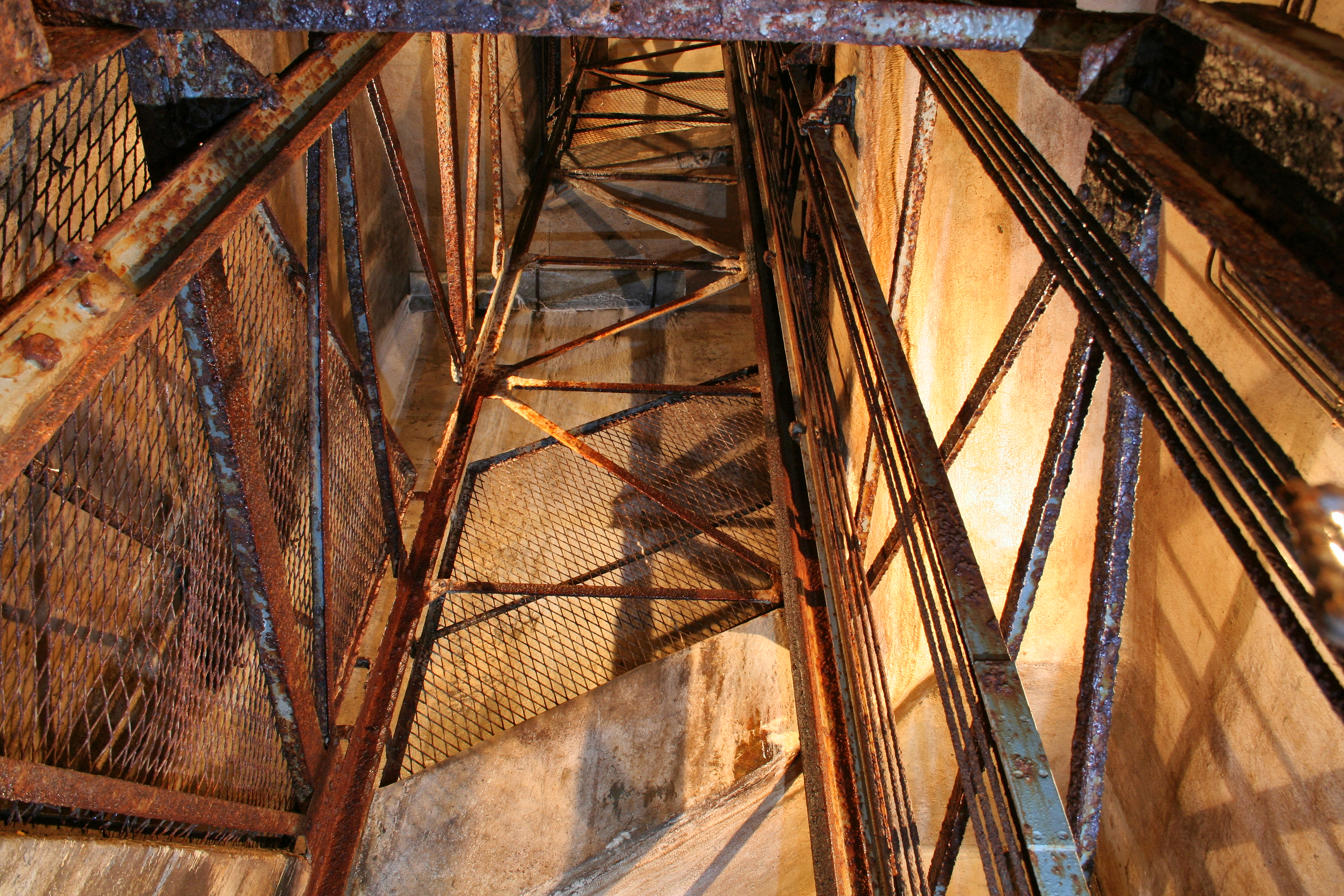
Gàbia de l'ascensor de l'ouvrage del Michelsberg
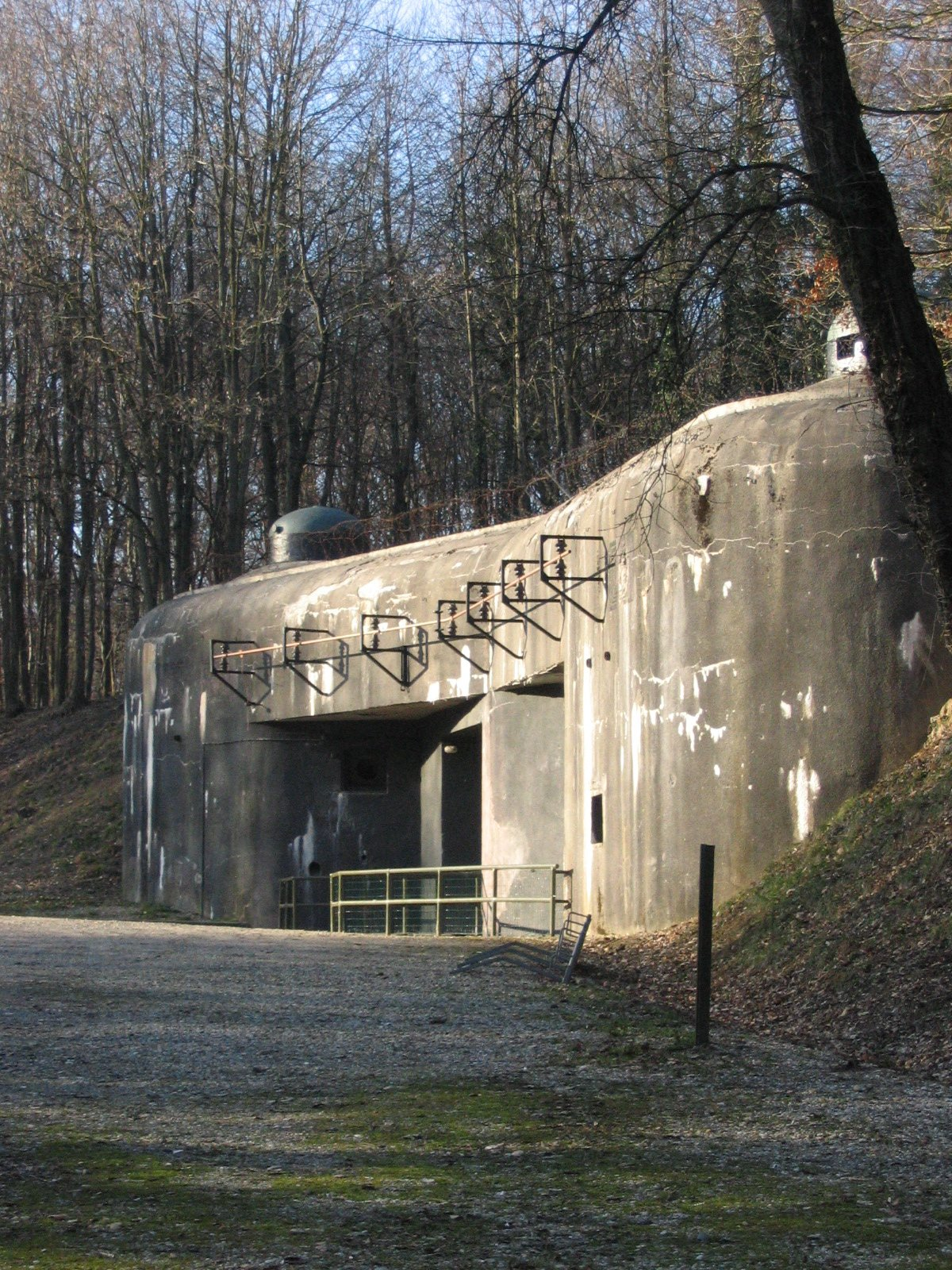
Entrada de municions de l'ouvrage de Schœnenbourg
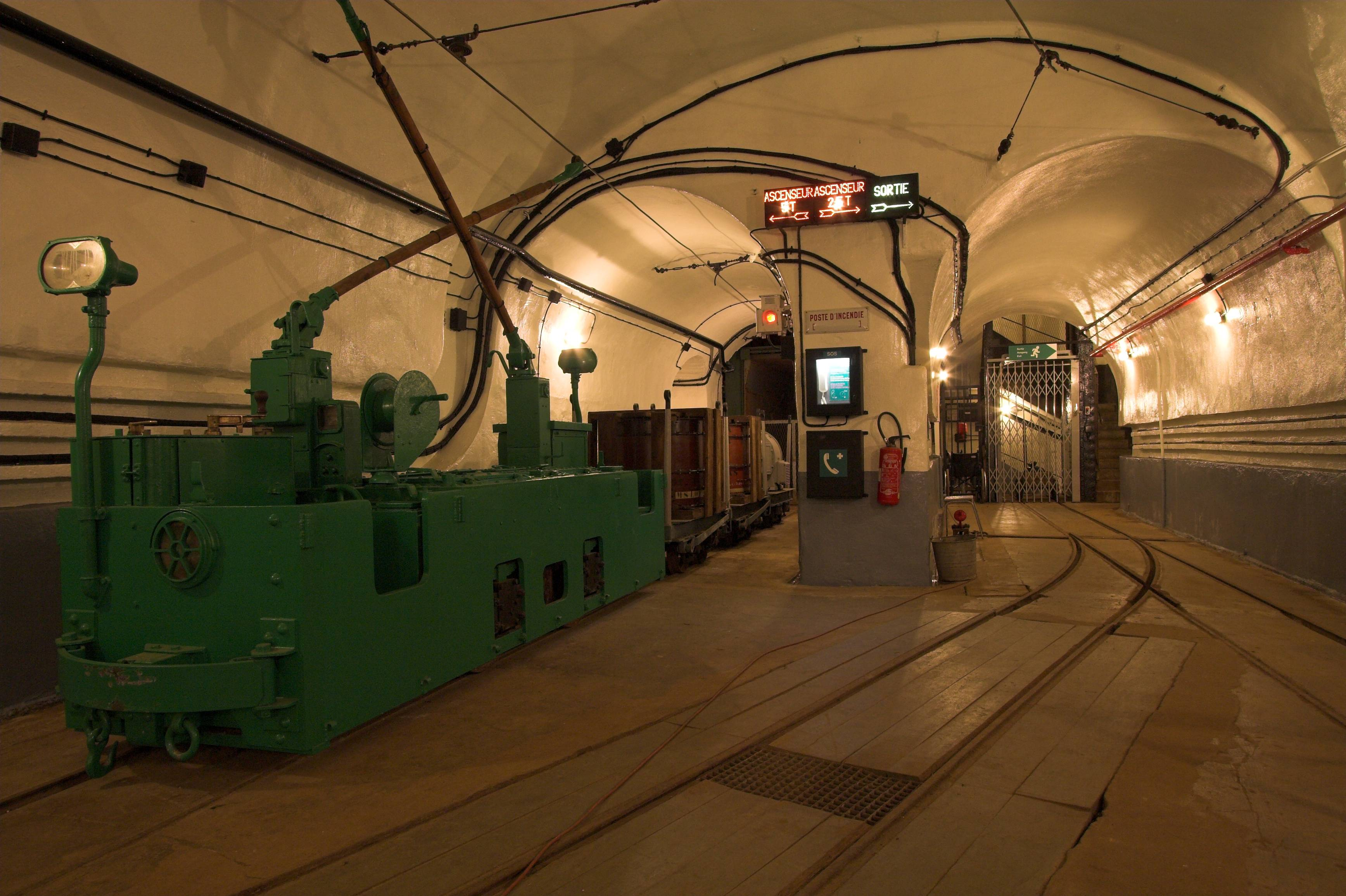
Sota l'entrada de l'ouvrage del Schœnenbourg, amb les entrades dels ascensors.

El rebedor és prou gran com per permetre l'aparcament de dos camions en bateria i l'estacionament de vagons de l'ouvrage. Està protegit per un fossat que es pot travessar per un pont que desapareix per un costat, búnquers de defensa interior, i una o tres portes blindades successives col·locades al nivell de les connexions de la galeria, en el cas de les connexions a la planta baixa. A més d'aquest cas de connexió a la planta baixa, el vestíbul d'entrada es pot connectar a la resta de l'ouvrage mitjançant una galeria inclinada o un pou.

## Altres entrades d'ouvrages

### Entrades mixtes
L'entrada mixta té dues portes al mateix bloc, una per a homes i una altra per a municions. Tots els ouvrages del sud-est la tenen, d'aquí el nom «entrades dels Alps», a excepció de l'ouvrage de Lavoir situat a prop de Mòdena (Itàlia) que té dues entrades.
Per contra, tots els grans ouvrages del nord-est tenen dues entrades, excepte els que només tenen una per problemes pressupostaris, com la del Billig, Michelsberg (dins dels «antics fronts») i la de Vélosnes i Chesnois (les dues úniques construïdes en el marc del programa «nous fronts»). Tanmateix, si als ouvrages de «nous fronts» es podia normalitzar la construcció, no va ser així als Alps.

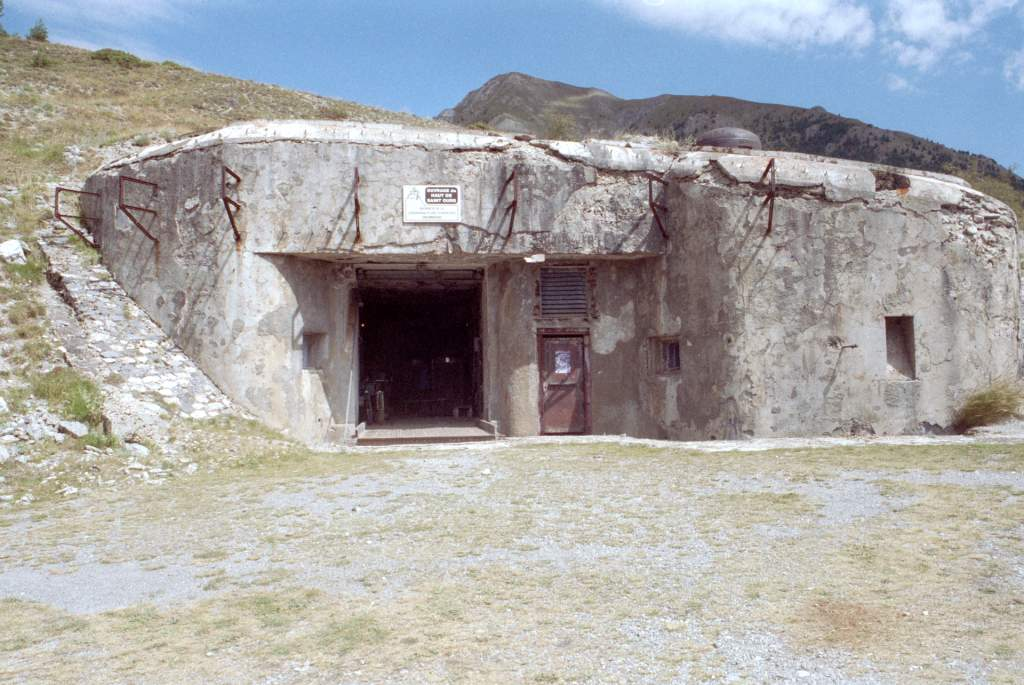
Entrada mixta de l'ouvrage de Saint-Ours Haut
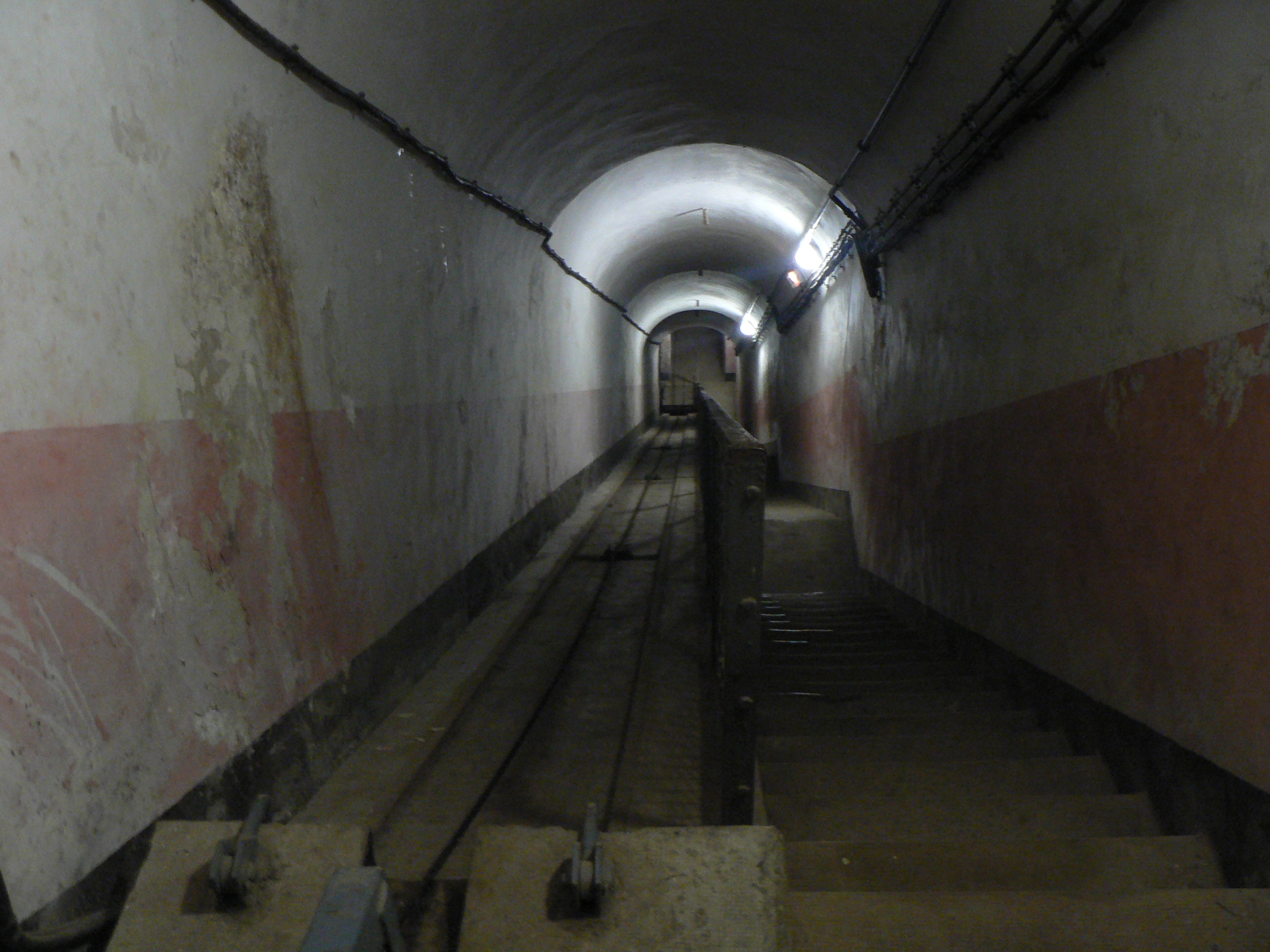
Entrada amb pla inclinat de l'ouvrage de Saint-Gobain

De fet, a causa de les limitacions inherents al relleu i / o a les dificultats d'accés, cada entrada va plantejar problemes particulars i va portar a disposicions sovint molt originals. Així, en determinats ouvrages construïts en cingles (Castillon, Sainte-Agnès, etc.), el bloc d'entrada es cava a la roca sobre la qual s'ha muntat un mur de formigó, del qual només surt la caponera que defensa l'accés. A Roche-la-Croix, l'entrada es redueix a un búnquer que sobresurt de la paret i serveix de caponera per a tot l'ouvrage. A l'ouvrage de Cap-Martin, l'entrada es tracta com un pou amb un muntacàrregues, el bloc també està equipat amb un morter de 81 mm apuntant cap a la platja de Menton, orientada a la frontera italiana. A l'ouvrage de Rimplas, les dues portes estan tallades a la paret del cingle i cal creuar un petit pont per accedir-hi.
L'únic punt en comú entre aquests ouvrages és que tenen un bloc d'entrada amb dues portes, un fossat diamant i troneres de fusell metrallador en caponera:
- La porta d'homes està protegida per una petita porta blindada i una passarel·la que permet creuar el fossat diamant.
- La porta de municions és prou àmplia per permetre l'entrada de dos camions petits; de fet, és un pont llevadís que permet creuar el fossat diamant i es manté tancada durant la resta del temps. El rebedor permet aparcar camions que descarreguen la seva càrrega en un moll que es troba un costat. La sala està protegida per una finestra de tir interior i una porta blindada que aïlla les galeries. En alguns casos, una reixa tanca un passadís que dona accés una porta d'homes que es troba per sobre del nivell del terra, per evitar obrir la porta blindada interior que comunica amb les galeries.

### Accés amb telefèric
En alguns casos, l'ouvrage disposa d'una porta que permet l'entrada d'un telefèric a l'ouvrage. Diverses raons van motivar la instal·lació d'un telefèric, i el relleu particular de cada lloc requeria una arquitectura única.
S'instal·lava una línia de telefèric quan la carretera d'accés al bloc estava a la vista de l'enemic o bé bloquejada regularment per la neu. Aquesta és la situació dels ouvrages Pas-du-Roc (Savoia) i Rimplas (Alps Marítims). A Rimplas, l'estació superior del telefèric es troba al costat d'un portal «híbrid». El cable entra a l'ouvrage i la recepció del telefèric es processa de la mateixa manera que una entrada de munició convencional en termes de defensa (porta blindada a la galeria d'accés a l'ouvrage i troneres). L'obertura per on entra el telefèric està protegida per una petita reixa que deixa passar els cables i que s'obre quan arriba el telefèric. Tanmateix, es beneficia de la protecció de les troneres de la caponera de l'ouvrage. A l'ouvrage del Rimplas, el terraplè conservat entre l'entrada i el precipici és molt estret, i era necessari foradar la roca per deixar passar els cables, cosa que va requerir la construcció d'un pont que conduís a l'entrada d'homes.
L'entrada a l'ouvrage de Roche-la-Croix es distingeix perquè el telefèric no entra a l'estructura.
La solució del telefèric també es va adoptar a Mont-Agel; la carretera d'accés, llarga i sinuosa, no corresponia a les necessitats imposades per la importància de l'ouvrage.

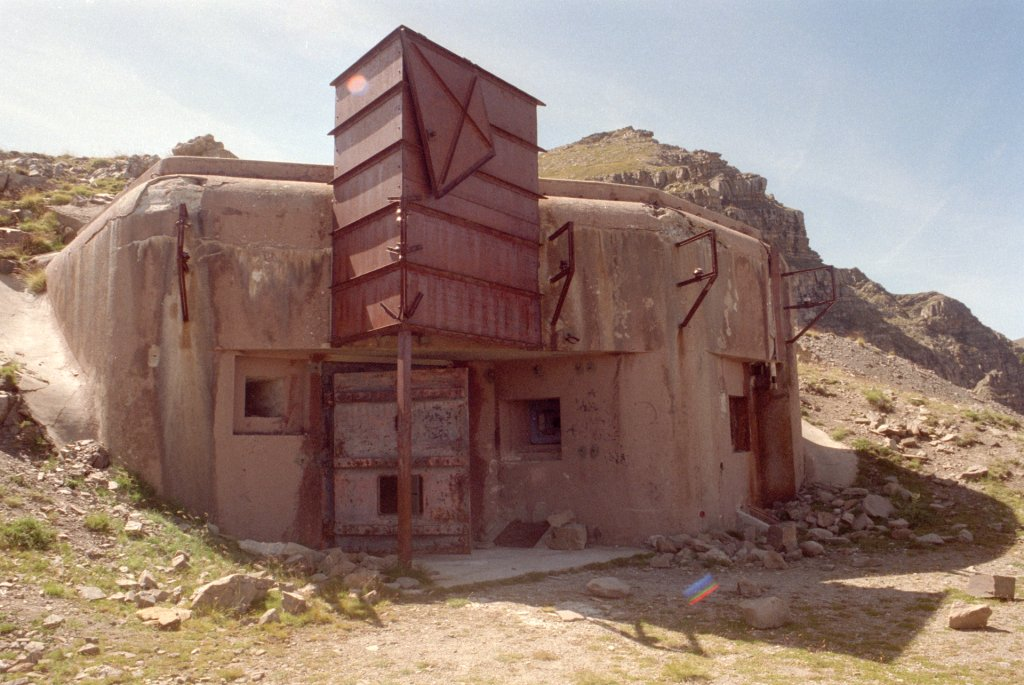
Entrada de neu d'un petit ouvrage dels Alps (ouvrage del Col-de-la-Moutière)
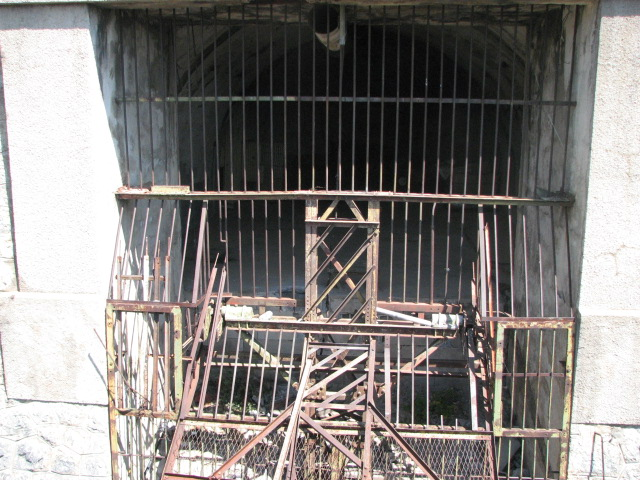
Entrada del telefèric (ouvrage de Rimplas)
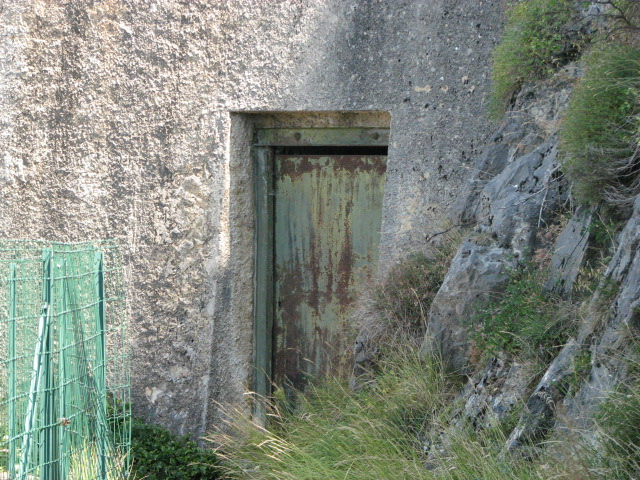
Sortida d'emergència (ouvrage de Rimplas)
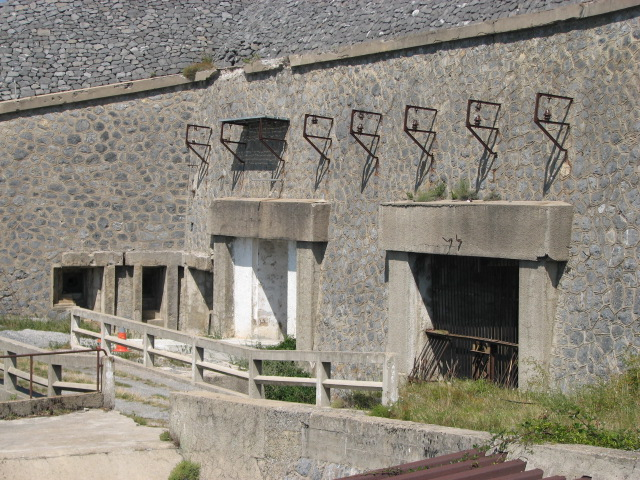
Entrada mixta i entrada de telefèric (ouvrage de Rimplas).

### Entrada per una casamata
Per als petites ouvrages inacabats per manca de mitjans, l'entrada es feia a través d'una de les casemates. El sistema és idèntic en el cas d'ouvrages monobloc (d'un bloc).

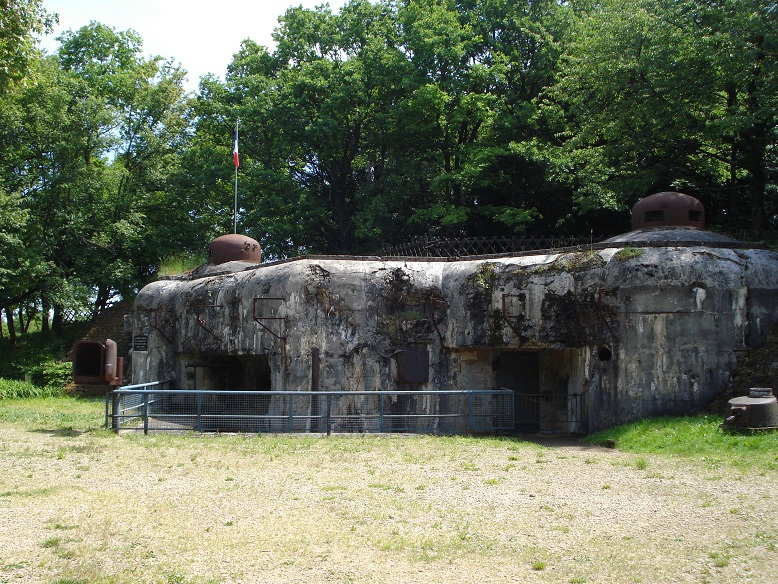
Entrada de l'ouvrage del Bambesch (bloc 3)
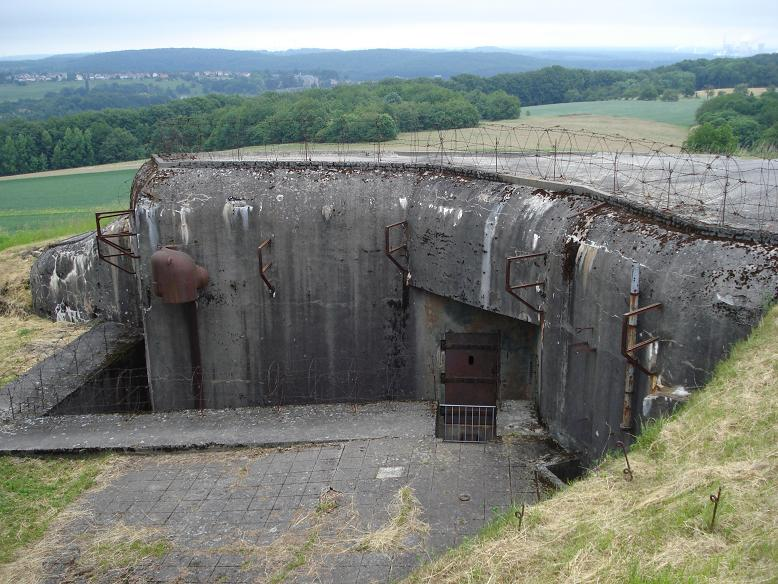
Entrada de l'ouvrage monobloc de l'Einseling